# Le Bébé et le Cuirassé
Pour plus de détails, voir Fiche technique et Distribution.
Le Bébé et le Cuirassé (titre original : The Baby & the Battleship) est un film britannique de Jay Lewis sorti en 1956.

## Synopsis
Un cuirassé de la Royal Navy fait escale à Naples. Après avoir passé une soirée mouvementée avec une fille du coin, un marin se retrouve avec le petit frère de celle-ci, un bébé, sur les bras. Mais alors qu'il tente de rendre l'enfant à qui de droit, le navire reprend sa route. Il décide finalement de dissimuler la présence de l'enfant à bord mais les hommes de l'équipage se posent des questions...

## Fiche technique
- Titre original : The Baby & the Battleship
- Réalisation : Jay Lewis
- Scénario : Jay Lewis, Gilbert Hackforth-Jones et Richard De Roy d'après le roman d'Anthony Thorne
- Dialogues de Bryan Forbes
- Directeur de la photographie : Harry Waxman
- Montage : Manuel Del Campo
- Musique : Humphrey Searle et James Stevens
- Production : Antony Darnborough et Jay Lewis (non crédité)
- Genre : Comédie
- Pays :  Royaume-Uni
- Durée : 96 minutes
- Date de sortie :
  - Royaume-Uni : 10 juillet 1956 (Londres)
  - Irlande : 1er février 1957
  - France : 30 août 1957

## Distribution
- John Mills (VF : Jacques Dynam) : « Puncher » (« Bagarreur » en VF) Roberts
- Richard Attenborough (VF : Claude D'Yd) : « Knocker » (« Casse-cou » en VF) White
- André Morell (VF : Jacques Berlioz) : le maréchal
- Bryan Forbes : Pr Evans
- Michael Hordern (VF : Claude Péran) : Capitaine Hugh
- Ernest Clark (VF : Jean-Jacques Delbo) : Commander Geoffrey Digby
- Harry Locke (VF : René Blancard) : Premier Maître Blades (Blaise en VF)
- Michael Howard (VF : Jacques Beauchey) : Joe
- Lionel Jeffries (VF : Jean Clarieux) : George
- Clifford Mollison (VF : Marc Cassot) : Sails
- Thorley Walters (VF : Michel Roux) : Lieutenant Setley
- Duncan Lamont (VF : Lucien Bryonne) : le maître d'armes
- Lisa Gastoni (VF : Jeanine Freson) : Maria
- Cyril Raymond : P.M.O.
- Harold Siddons (VF : Jean Daurand) : Whiskers
- Norma Donaldson (VF : Richard Francœur) : Dr Bryce
- Ferdy Mayne (VF : Roland Ménard) : l'interprète accompagnant le maréchal